# Samantha Torres
Samantha Torres   (Eivissa, 6 d'octubre de 1973) és una actriu i model eivissenca.

## Trajectòria
El 1992 va participar en els certàmens de bellesa Miss Món i Miss Internacional quedant semifinalista. Poc després va decidir anar-se'n a viure a Los Angeles per a complir el seu somni americà com a actriu i model i des d'aleshores resideix a Califòrnia. A partir de llavors la seva carrera com a model la va portar a aparèixer en diverses campanyes publicitàries i en portades de reconegudes revistes. El desembre de 1995 es va convertir en Playmate de la revista Playboy, protagonitzant la portada del mes d'abril de 1996. Aquell mateix any es va traslladar a Colòmbia per fer una aparició en la telenovel·la Mascarada. A partir de llavors va treballar en pel·lícules i sèries de televisió com Gia, Sombras de duda, Suddenly Susan i Camino de Santiago.
En la dècada del 1990 es va relacionar sentimentalment amb el cantant Enrique Iglesias, tot i que l'actriu mai no va confirmar aquest fet. Torres va conèixer a Los Angeles a l'actor estatunidenc Dean Cain, amb qui va tenir un fill, Christopher, nascut el 2000. Anys després, Torres es va casar amb l'exjugador de bàsquet Joe Wallace, amb qui té dos fills.